# Solar Radiation and Climate Experiment
Solar Radiation and Climate Experiment (ou SOURCE) é um satélite da NASA que estuda a entrada de raios cósmicos oferecendo medidas de raios X, Ultravioleta, Infravermelho, de radiação solar e de luz. As medidas do satélite abordam a longo prazo a mudança climática, a variabilidade natural e a previsão do clima farorável e de ozônio na atmosfera e de radiação Ultravioleta.
O satélite foi lançado em 25 de janeiro de 2003 com um foguete Pegasus XL. O foguete lançou-o a uns 645 km de altura a uma órbita de 40º. O satélite é operado pelo Laboratório de Física Atmosférica e Espacial (LASP, em inglês) na Universidade do Colorado em Boulder, Estados Unidos.

## Monitor de Irradiação Solar
O monitor de irradiância espectral é um espectrômetro que fornece longa duração solares medições de irradiância espectral no infravermelho visível e próximo (Vis / NIR). A cobertura de comprimento de onda é principalmente 300-2400 nm, com um canal adicional para cobrir a região do ultravioleta 200-300 nm espectral de coincidir com o solstício, outro instrumento a bordo do satélite SORCE.

## Ligações Externas
- http://lasp.colorado.edu/sorce/